# Indrapuri-Staustufe
Die Indrapuri-Staustufe (manchmal auch Sone-Staustufe) befindet sich am Unterlauf des Son im nördlichen Zentral-Indien.
Die Staustufe befindet sich 10 km südlich der Stadt Dehri im Distrikt Rohtas im Südwesten des Bundesstaats Bihar. Mit dem Bau der Staustufe wurde im Jahr 1960 begonnen und diese wurde 1968 fertiggestellt. Der Fluss Son fließt noch weitere 130 km in nordnordöstlicher Richtung, bevor er westlich von Patna in den Ganges mündet.
Die Staustufe dient der Bewässerung. An beiden Uferseiten zweigt ein Bewässerungskanal ab.
Das Absperrbauwerk besitzt eine Länge von 1407 m. Es ist damit die viertlängste Staustufe der Welt (Stand: 2016).